# Darren McMillian
Darren McMillian (død d. 11. april 2007) var en amerikansk fribryder, bedst kendt fra Xtreme Pro Wrestling hvor han kæmpede som "Mr. 80'tys" Dynamite D og senere bare D. Darren er anerkendt som en af de personer der har ydet den største indsats for at skabe en wrestlingindustri i Californien. Han døde i 2007 efter en lang kamp med sygdom.